# Hintergasse 26 (Gronau)

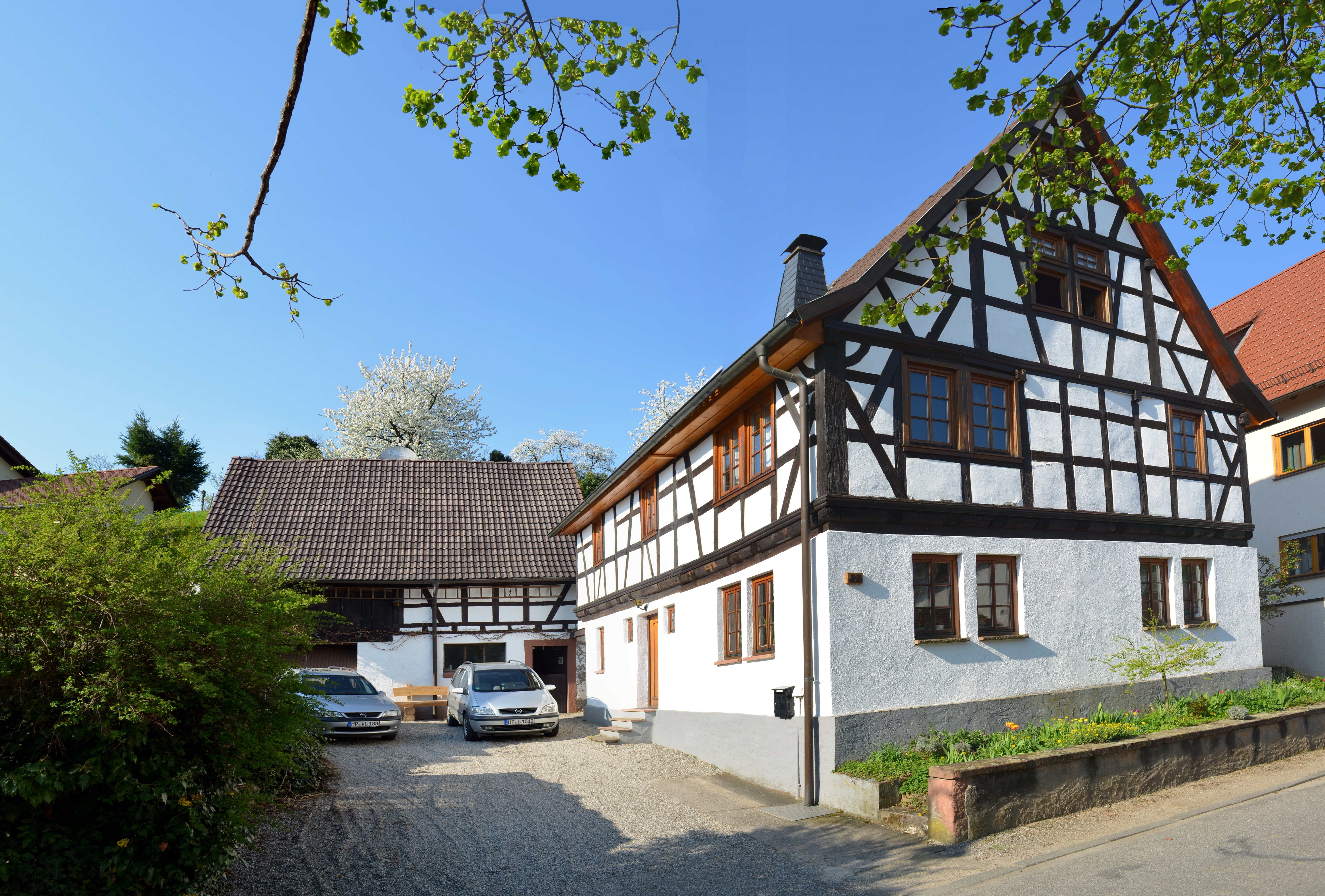
Hintergasse 26 in Gronau

Das Gebäude in der Hintergasse 26 in Gronau, einem Stadtteil von Bensheim im Landkreis Bergstraße in Hessen, ist ein geschütztes Kulturdenkmal. Es war das Wohnhaus der Familie Marquart, die mehrere Bürgermeister des Ortes stellte.

## Geschichte
Die Hofanlage war um 1700 im Besitz des Schulzen Johann Caspar Marquart, dessen Familie später weitere Bürgermeister stellte. In der Nacht vom 11. auf den 12. Mai 1695 ereignete sich ein Unglück hinter dem Haus, als die 7-jährige Maria Walpurgis, die Enkelin Marquarts, die Nacht im Freien verbrachte und dabei erfror.
Das heutige Wohnhaus dürfte wohl in der Zeit um 1750 entstanden sein. Auch das benachbarte Anwesen Hintergasse 28 geht auf die Familie Marquart zurück, es wurde nach der Datierung des Kellers 1755 erbaut.

## Beschreibung
Giebelständiges, zweigeschossiges Fachwerkwohnhaus mit Satteldach. Das wahrscheinlich zu großen Teilen erneuerte Erdgeschoss ist verputzt, im Obergeschoss liegt das Fachwerk frei und weist eine Mann-Eck-Konstruktion sowie im Spitzgiebel einen Feuerbock auf, außerdem gerundete Füllhölzer und eine profilierte Schwelle zum Obergeschoss. Die zur Hofreite gehörige Scheune wurde erneuert, ein ehemals vorhandenes weiteres Wirtschaftsgebäude wurde abgerissen. Die Hofanlage begrenzt die Gesamtanlage Gronau nach Norden und hat orts- und baugeschichtliche Bedeutung.